# Седрік Цезігер
Седрік Цезігер (нім. Cédric Zesiger, нар. 24 червня 1998, Мер'є, Швейцарія) — швейцарський футболіст, центральний захисник німецького клубу «Вольфсбург» та національної збірної Швейцарії. На умовах оренди грає за «Аугсбург».

## Ігрова кар'єра

### Клубна
Седрік Цезігер починав займатися футболом у клубах аматорського рівня. У 2007 році він перейшов до футбольної школи клубу «Ксамакс». Дебют футболіста на професійному рівні відбувся у липні 2015 року у віці 17-ти років у турнірі Челлендж-ліги. Відігравши у клубі два сезони, влітку 2016 року Цезігер перейшов до складу «Грассгоппера». Саме тут він у вересні 2016 року і дебютував у турнірі швейцарської Суперліги.
Влітку 2019 року футболіст підписав контракт до 2023 року з клубом «Янг Бойз», у складі якого двічі ставав чемпіоном країни та виграв національний кубок.

### Збірна
Седрік Цезігер з 2015 року виступав за юнацькі та молодіжну збірну Швейцарії. 1 вересня 2021 року у товариській грі проти команди Греції Цезігер дебютував у складі національної збірної Швейцарії.

## Статистика виступів

### Статистика виступів за збірну
Станом на 8 червня 2024 року
| Дата       | Місто        | Господарі | Результат | Гості     | Турнір            | Голи | Примітки |
| ---------- | ------------ | --------- | --------- | --------- | ----------------- | ---- | -------- |
| 1-9-2021   | Базель       | Швейцарія | 2 – 1     | Греція    | товариський матч  | -    |          |
| 25-3-2023  | Новий Сад    | Білорусь  | 0 – 5     | Швейцарія | Відбір до ЧЄ 2024 | -    | 82'      |
| 15-11-2023 | Будапешт     | Ізраїль   | 1 – 1     | Швейцарія | Відбір до ЧЄ 2024 | -    | 90+2'    |
| 8-6-2024   | Санкт-Галлен | Швейцарія | 1 – 1     | Австрія   | товариський матч  | -    | 76'      |
| Усього     |              | Матчів    | 4         |           | Голів             | 0    |          |

## Титули
Янг Бойз
 Чемпіон Швейцарії (3): 2019/20, 2020/21, 2022/23
 Переможець Кубка Швейцарії (2): 2019/20, 2022/23